# Pirata hokkaidensis
Pirata hokkaidensis este o specie de păianjeni din genul Pirata, familia Lycosidae, descrisă de Tanaka în anul 2003. Conform Catalogue of Life specia Pirata hokkaidensis nu are subspecii cunoscute.